# Typhochrestus longisulcus
Typhochrestus longisulcus är en spindelart som beskrevs av Gnelitsa 2006. Typhochrestus longisulcus ingår i släktet Typhochrestus och familjen täckvävarspindlar.
Artens utbredningsområde är Ukraina. Inga underarter finns listade i Catalogue of Life.